# Every Picture Tells a Story
《Every Picture Tells a Story》는 1971년 5월 28일에 발매된 영국의 싱어송라이터 로드 스튜어트의 세 번째 스튜디오 음반이다. 그것은 이러한 하드 록, 포크, 블루스 스타일을 통합한다. 이 음반은 영국과 미국 차트에서 1위를 차지했고, 1971년 《재즈 & 팝》 비평가들의 베스트 음반 투표에서 3위를 차지했다. 2003년 《롤링 스톤》이 선정한 역사상 가장 위대한 음반 500장 중 172위에 오르는 등 지속적인 비판적 성공을 거두었다.

## 배경
이 음반은 록, 컨트리, 블루스, 솔, 포크 등이 혼합되어 있으며, 스튜어트의 획기적인 히트곡인 〈Maggie May〉와 팀 하딘의 1966년 데뷔 음반에 수록된 곡인 〈Reason to Believe〉를 포함한다. 피트 시어스가 피아노로 참여한 〈Reason to Believe〉는 〈Maggie May〉와 함께 음반의 첫 번째 싱글로 발매되었지만, 〈Maggie May〉는 더 많은 인기를 얻었고 영국과 미국 모두에서 1위를 차지했다.
이 음반에는 아서 크루덥의 〈That's All Right (Mama)〉 (엘비스 프레슬리의 첫 번째 싱글) 버전과 밥 딜런의 1963년 음반 《The Freewheelin' Bob Dylan》에서 발췌한 밥 딜런의 노래 〈Tomorrow Is a Long Time〉의 커버가 포함되어 있다(1971년작 《Bob Dylan's Greatest Hits Vol. II》에서 발매될 예정).
이 음반은 〈Maggie May〉가 두 지역의 싱글 차트에서 1위를 차지하면서 동시에 영국 (6주 동안)과 미국 (4주 동안)에서 1위를 차지했다.

## 평가
| 전문가 평가                   | 전문가 평가 |
| 평가 점수                     | 평가 점수   |
| 출처                          | 점수        |
| ----------------------------- | ----------- |
| AllMusic                      | [ 2 ]       |
| Christgau's Record Guide      | A+          |
| Rolling Stone                 | (average)   |
| The Rolling Stone Album Guide | [ 7 ]       |

그의 원래 《롤링 스톤》 리뷰에서, 존 멘델슨은 "그 중 절반은 지루할 수 있지만, 나머지 절반은 무자격적으로 웅장할 만큼 충분히 있다"고 썼다. 그러나, 《빌리지 보이스》의 비평가 로버트 크리스트가우는 "로드 더 워슬링거는 전형적인 영국 블러즈맨보다 훨씬 더 읽고 쓸 수 있고, 로드 더 싱어는 단어들을 살로 만들 수 있으며, 로드 더 밴드 리더의 음악은 말 그대로 전기적이지만, 그것은 가장 날카로운 만돌린과 페달 스틸이다"라고 쓰면서 이 음반을 극찬했다.

## 곡 목록
| #  | 제목                                 | 작사·작곡                | 재생 시간 |
| -- | ------------------------------------ | ------------------------ | --------- |
| 1. | 〈Every Picture Tells a Story〉      | 로드 스튜어트, 로니 우드 | 6:01      |
| 2. | 〈Seems Like a Long Time〉           | 시어도어 앤더슨          | 4:02      |
| 3. | 〈That's All Right / Amazing Grace〉 | 아서 크루덥 / 민요       | 6:02      |
| 4. | 〈Tomorrow Is a Long Time〉          | 밥 딜런                  | 3:43      |

| #  | 제목                        | 작사·작곡                                     | 재생 시간 |
| -- | --------------------------- | --------------------------------------------- | --------- |
| 1. | 〈Henry〉                   | 마르틴 퀴텐튼                                 | 0:32      |
| 2. | 〈Maggie May〉              | 스튜어트, 퀴텐튼                              | 5:15      |
| 3. | 〈Mandolin Wind〉           | 스튜어트                                      | 5:33      |
| 4. | 〈(I Know) I'm Losing You〉 | 노먼 휘트필드, 에디 홀랜드, 코넬리우스 그랜트 | 5:23      |
| 5. | 〈Reason to Believe〉       | 팀 하딘                                       | 4:05      |

## 인증
| 국가                       | 인증     | 판매량/출하량 |
| -------------------------- | -------- | ------------- |
| 뉴질랜드 (RMNZ)            | 2× 골드  | 15,000^       |
| 미국 (RIAA)                | 플래티넘 | 1,700,000     |
| ^출하량을 기반으로 한 인증 |          |               |